# O Samba Não Tem Fronteiras
O Samba não Tem Fronteiras é o terceiro álbum de estúdio do grupo de pagode Só pra Contrariar. Lançado em 1995 atingiu vendas de 1.200.000 cópias sendo certificado disco diamante graças ao sucesso de faixas como "Nosso Sonho Não É Ilusão", "Tão Só", "Nunca Mais Te Machucar", "O Samba Não Tem Fronteiras" e "Dói Demais". 

## Faixas
| N.º            | Título                       | Duração |  |
| 1.             | "Nosso Sonho Não É Ilusão"   | 03:54   |  |
| 2.             | "Cola Do Meu Lado"           | 03:59   |  |
| 3.             | "Vem Cá Menina"              | 03:35   |  |
| 4.             | "Tão Só"                     | 03:42   |  |
| 5.             | "Nunca Mais Te Machucar"     | 04:21   |  |
| 6.             | "Água na Boca"               | 03:15   |  |
| 7.             | "Dói Demais"                 | 04:31   |  |
| 8.             | "Escuta Teu Coração"         | 03:55   |  |
| 9.             | "Vida Colorida"              | 03:50   |  |
| 10.            | "O Amor É Cego"              | 03:49   |  |
| 11.            | "Me Leva No Seu Coração"     | 03:49   |  |
| 12.            | "O Samba Não Tem Fronteiras" | 03:49   |  |
| 13.            | "Não Diga Nada"              | 04:03   |  |
| 14.            | "Ive Brussel"                | 03:57   |  |
| Duração total: | Duração total:               | 54:56   |  |